# 加治木町乗合自動車
加治木町乗合自動車（かじきちょうのりあいじどうしゃ）は、鹿児島県姶良郡加治木町（現・姶良市）にてかつて運行していた廃止代替バスである。

## 概要
- 九州旅客鉄道（JR九州）バス嶽線の廃止に伴い、その代替として運行開始した[1]。
- 町のスクールバスを代替バスとして使用していた。道路運送法の規定に基づく自家用自動車（白ナンバー車）による有償運送扱いであった。

## 沿革
- 1987年5月 - JR九州バス嶽線の廃止に伴い、運行開始[1]。
- 1999年8月25日 - 車両を44人乗り新車（いすゞ・ガーラミオ）に置き換え[1]。
- 2008年4月1日以前 - 加治木町循環バス（いわさきバスネットワーク委託）に統合[2]。

## 路線
以下の路線があった。
- 役場 - 嶽

## 車両
- いすゞ・ジャーニーK1台を使用していたが、1999年よりいすゞ・ガーラミオに置き換わった。

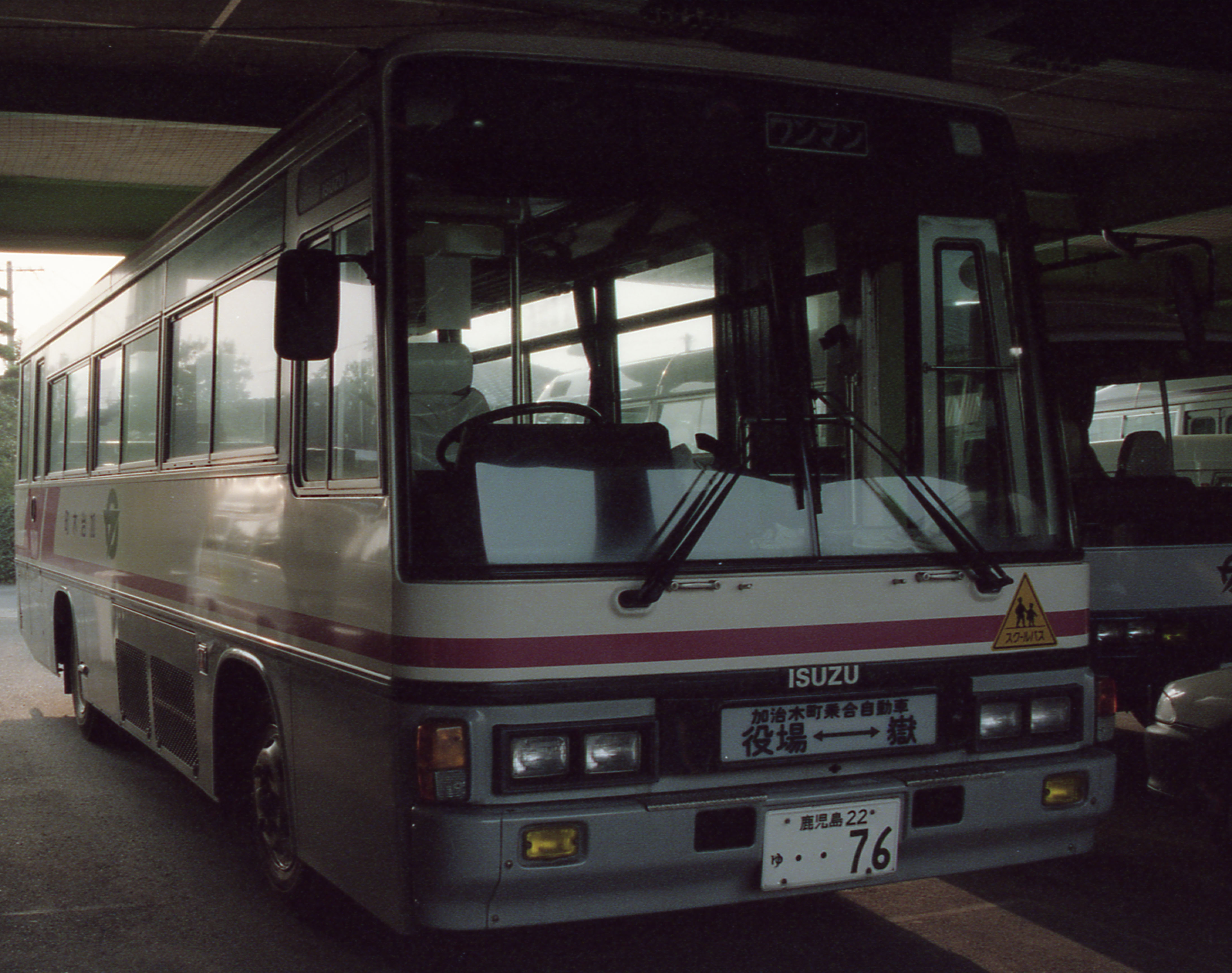
加治木町乗合自動車の車両（1997年当時）